# Pierino Bertolazzo
Pierino Bertolazzo (* 17. April 1906 in Vercelli; † 16. Februar 1964 in Diano Marina) war ein italienischer Radrennfahrer und Weltmeister im Radsport.

## Sportliche Laufbahn
1926 wurde Pierino Bertolazzo (auch Pietro Bertolazzo) Zweiter beim Giro di Lombardia für Amateure. Die Coppa Citta di Asti gewann er 1928 und 1930. 1929 war das Jahr seines größten Erfolges, er gewann das Straßenrennen der UCI-Weltmeisterschaft der Amateure in Zürich. In dem Weltmeisterschaftsrennen, zu dem 29 Fahrer (darunter die Italiener Bertolazzo, Bertoni und Gestri) antraten, sicherte sich Bertolazzo den Sieg im Spurt einer Gruppe von zum Ende des Rennens noch 16 Fahrern vor seinem Landsmann Remo Bertoni.  Bei der Weltmeisterschaft im folgenden Jahr belegte er den 9. Platz. Er wurde dann Berufsfahrer, allerdings ohne nennenswerte Ergebnisse zu erzielen.

## Berufliches
Nach dem Ende seiner Laufbahn arbeitete er als Journalist bei der Zeitung La Stampa. 